# Stefano Onofri
Stefano Onofri (Palestrina, 16 marzo 1956) è un attore e doppiatore italiano.

## Biografia
Attore teatrale dagli anni settanta, nel 1982 sostenne un provino per recitare in uno spettacolo del Piccolo Teatro di Milano e l'esito positivo lo portò a lavorare con Giorgio Strehler per diversi anni.
Ha iniziato la carriera di doppiatore presso la Società Attori Sincronizzatori e il suo primo ruolo importante è stato quello del protagonista Marin Raigan nella serie Baldios. È conosciuto per aver doppiato l'Uomo Ragno in diverse serie animate, tra cui Spider-Man - L'Uomo Ragno, oltre a Gigi Sullivan in Gigi la trottola e Tintin ne Le avventure di Tintin. Ha dato anche la voce a Douglas Yancey Funnie nella serie Doug.
Dal 2000 fa parte della compagnia stabile dell'Arlecchino servitore di due padroni del Piccolo Teatro di Milano, ambito in cui inizialmente ha ricoperto il ruolo di Florindo, per poi riprendere quello di Silvio, assegnatogli originariamente da Strehler negli anni ottanta. Ha interpretato Arlecchino nel film Pinocchio, diretto da Roberto Benigni nel 2002.
Dal 2008 è la voce del personaggio animato Lupin III a partire dal film La lacrima della Dea, in seguito alla morte di Roberto Del Giudice.

## Teatro
- Padri, padroni e paraventi di Raffaele Stame (1975)
- L'uomo, la bestia e la virtù di Luigi Pirandello, regia di Edmo Fenoglio, con Aroldo Tieri, Giuliana Lojodice e Gianni Agus (1978)[2]
- Trilussa Bazar di Ghigo De Chiara, regia di Nino Mangano, con Mario Scaccia (1978)
- Arlecchino servitore di due padroni di Carlo Goldoni, regia di Giorgio Strehler, musiche di Fiorenzo Carpi (1982-1984, 1987, 2002-2023)[3]
- Gli ultimi di Maksim Gorkij, regia di Carlo Battistoni, musiche di Fiorenzo Carpi (1983)[4]
- Sei personaggi in cerca d'autore di Luigi Pirandello, regia di Franco Zeffirelli, compagnia Enrico Maria Salerno (1991)[5]
- Hollywood - Ritratto di un divo di Guido Marra, regia di Giuseppe Patroni Griffi, scene e costumi di Aldo Terlizzi, musiche di Gianni Togni (1998)[6]
- L'eco del core, regia di Riccardo Cavallo (2007-2015)
- Una solitudine troppo rumorosa di Filippo Arriva, da Bohumil Hrabal, regia di Francesco Randazzo, scenografie e costumi di Dora Argento, musiche di Mario Modestini, Teatro Stabile di Catania (2015)[7]

## Filmografia
- L'educatore autorizzato, regia di Luciano Odorisio (1980)
- Trilussa Bazar, regia di Nino Mangano e Andrea Camilleri, prosa televisiva trasmessa da Rai 3 il 23 gennaio 1981.[8]
- Giggi il bullo, regia di Marino Girolami (1982)
- Spiaccichiccicaticelo, regia di Leone Creti (1984)
- Quando si fa buio, regia di Claudio Carafoli e Massimo Gioacchino Catanzaro - cortometraggio (1995)
- Pinocchio, regia di Roberto Benigni (2002)
- Pinocchio, regia di Alberto Sironi - miniserie televisiva (2009)

## Doppiaggio

### Cinema
- Martin Klebba in La maledizione della prima luna, Pirati dei Caraibi - La maledizione del forziere fantasma, Pirati dei Caraibi - Ai confini del mondo, Pirati dei Caraibi - La vendetta di Salazar
- Makoto Ashikawa in Violent Cop, Boiling Point - I nuovi gangster
- Kevin Bacon in A cena con gli amici
- John Franklin in Grano rosso sangue[9]
- Eric Stoltz ne I delitti della palude
- James Villemaire in Fatal Temptation
- Allelon Ruggiero ne L'attimo fuggente
- Tsu-hsien Wang in Storia di fantasmi cinesi
- Wei Tung in Hard Boiled
- Charlie Korsmo in Giovani, pazzi e svitati
- John Cameron Mitchell in Hedwig - La diva con qualcosa in più
- Richard Gabai in La maledizione di Komodo
- Khleo Thomas in Roll Bounce
- Scott Hamilton in Blades of Glory - Due pattini per la gloria
- Nick Moran in Miss Monday
- Fabrice Luchini in Il ginocchio di Claire
- Yuuki Meguro in Lupin III - La strategia psicocinetica
- Shun Oguri in Lupin III

### Televisione
- Simon Gregor in Fuga da Sobibor
- Stephen Baldwin in I ragazzi della prateria
- Alexis Cruz in Il tocco di un angelo
- David Alan Basche in Miss Match
- Nolan Hemmings in Band of Brothers - Fratelli al fronte
- Giancarlo Caltabiano in Patatine fritte
- Kevin Schultz ne Le avventure di Huckleberry Finn
- Danny Wayne Stallcup in Power Rangers Wild Force
- Jason Chan in Power Rangers Ninja Storm
- David Kaufman in I geni del computer
- Warren Carl in Xena - Principessa guerriera
- Vanya Asher in Eureka
- Rolando Padilla in Maria Maria
- Stepan Nercessian in Piume e paillettes
- Brian Vainberg in Sueña conmigo
- Eduardo Perez in Heidi Bienvenida
- Jesús Neyra in Grachi

### Film d'animazione
- Lupin III in Lupin III - La lacrima della Dea, Lupin III - L'elusività della nebbia, Lupin III - Green vs Red, Lupin III - La lampada di Aladino, Lupin III vs Detective Conan, Lupin III - L'ultimo colpo, Lupin III - Il sigillo di sangue, la sirena dell'eternità, Lupin III - La pagina segreta di Marco Polo, Lupin III - La principessa della brezza: La città nascosta nel cielo, Lupin Terzo vs Detective Conan, Lupin III - La lapide di Jigen Daisuke, Lupin III - La partita italiana, Lupin the IIIrd - Ishikawa Goemon getto di sangue, Lupin III - Addio, amico mio, Lupin the IIIrd - La bugia di Mine Fujiko, Lupin III - Prigioniero del passato, Lupin III - The First, Lupin III vs. Occhi di gatto
- Julian Moore in Armitage III: Poly-Matrix, Armitage III: Dual-Matrix
- Junior Bloomsberry in Curioso come George, Curioso come George 2 - Missione Kayla
- Sparky in Planes, Planes 2 - Missione antincendio
- Moa ne I Cavalieri dello zodiaco - L'ultima battaglia (ridoppiaggio)
- Speedy in In giro per il mondo con Timon e Pumbaa
- Ivan in Ivan e il pony magico
- Doug Funnie in Doug - Il film
- Maggio in I 12 mesi
- C-17 in Dragon Ball Z - La storia di Trunks (primo doppiaggio)
- Scarabeo in Ant Bully - Una vita da formica
- Gatto con gli Stivali ne La vera storia del gatto con gli stivali
- Brokebeak in Happy Feet 2
- Professor Kondo in Josée, la tigre e i pesci
- Chang Changku / Cyborg 006 in Cyborg 009 vs Devilman

### Serie animate
- Peter Parker / Uomo Ragno in L'Uomo Ragno e i suoi fantastici amici, Spider-Man - L'Uomo Ragno, L'Uomo Ragno (1981) (2ª ediz.), Spider-Woman (2ª ediz.); Ben Reilly / Ragno Scarlatto, Ragno-Carnage e Peter Parker attore in Spider-Man - L'Uomo Ragno[10]
- Lupin III in Lupin, l'incorreggibile Lupin (ridoppiaggio), Lupin the Third - La donna chiamata Fujiko Mine, Lupin III - L'avventura italiana e Lupin III - Ritorno alle origini
- Zakenna maggiordomo A in Pretty Cure e Pretty Cure Max Heart
- Mendo (1ª e 3ª voce), Chibi (4ª voce), Perma (4ª voce), Megane (7ª voce) in Lamù
- Ted Carter (2ª voce), Richard Stone e Rupert Bauer in Holly e Benji - Due fuoriclasse
- Athos e Porthos in D'Artacan
- Shun Mitaka (1ª voce) e Sakamoto (1ª voce) in Cara dolce Kyoko
- Alan Crocker e Patrick Everett in Holly & Benji Forever
- Andy Warhol e testa di Thomas Jefferson in Futurama[11]
- Prof. Palladium (st. 5-8) e Wizgiz (2ª voce) in Winx Club
- Gigi Sullivan in Gigi la trottola
- Tin Tin ne Le avventure di Tintin
- Tobias ne Lo straordinario mondo di Gumball
- Jacques-Étienne Montgolfier in Il Tulipano Nero - La Stella della Senna
- Doug Funnie in Doug
- Hadji in Le avventure di Jonny Quest
- Colin Weasler in La mummia
- Orson in Garfield e i suoi amici
- Gene Fox in Lassie e la squadra di soccorso
- Beetle Bailey in Beetle Bailey
- Lopaka in Flipper & Lopaka
- Rupert in Rupert Bear
- Tweek Tweak (1ª voce) in South Park[12] (doppiaggio SEFIT-CDC)
- Musicista in Reporter Blues
- Thomas in Jenny la tennista
- Aaron in Ransie la strega
- Cap in La piccola Lulù
- Mamezu in Microsuperman
- David in Laserion
- Marin in Baldios - Il guerriero dello spazio
- Clovis La Britannia in Code Geass: Lelouch of the Rebellion
- Iggy Arbuckle in Iggy Piggy Ranger
- Samu in Ultimate Muscle
- Castoro Gang Capicola in Regular Show
- Miracoletto in Uncle Grandpa
- Ed in Magiki
- Patrick in Super Drags
- personaggi vari in Class of the Titans
- Alchemist in The Venture Bros.
- Scaramouche in Samurai Jack
- Lavoratore occhialuto in One-Punch Man
- Poeta ne I Puffi
- Kurikan e Ben in Gintama
- Mephisto III in Akuma-kun (ONA)
- Paul in Juanito Jones